# Prelipcea, Zastavna
Prelipcea (în ucraineană Прилипче, transliterat: Prîlîpce și în germană Prelipcze) este un sat reședință de comună în raionul Zastavna din regiunea Cernăuți (Ucraina). Are 744 locuitori, preponderent  ucraineni (ruteni).
Satul este situat la o altitudine de 281 metri, pe malul râului Nistru, în partea de nord-vest a raionului Zastavna. De această comună depinde administrativ satul Ștefănești.

## Istorie
Localitatea Prelipcea a făcut parte încă de la înființare din regiunea istorică Bucovina a Principatului Moldovei. În a doua jumătate a secolului al XVII-lea, moșia satului s-a aflat în proprietatea familiei lui Ion Neculce, cronicarul moldovean. Vistierul Neculce, tatăl cronicarului, s-a căsătorit în anul 1670 cu Catrina, fiica boierului Iordache Cantacuzino, unul dintre cei mai bogați boieri din Moldova secolului al XVII-lea. Ca zestre de nuntă, Catrina a primit 21 moșii, printre care și câteva sate din nordul Moldovei (Boian, Cernăuca, Valeva, Chisălău, Pohorlăuți, Prelipcea, Bocicăuți, Grozinți, Vasileuți, a patra parte din satul Lehăcenii Teutului) . În anul 1702, vel aga Ion Neculce împarte moștenirea de la mama sa cu surorile sale, moșia Prelipcea rămânând în proprietatea sa . 
În ianuarie 1775, ca urmare a atitudinii de neutralitate pe care a avut-o în timpul conflictului militar dintre Turcia și Rusia (1768-1774), Imperiul Habsburgic (Austria de astăzi) a primit o parte din teritoriul Moldovei, teritoriu cunoscut sub denumirea de Bucovina. După anexarea Bucovinei de către Imperiul Habsburgic în anul 1775, localitatea Prelipcea a făcut parte din Ducatul Bucovinei, guvernat de către austrieci, făcând parte din districtul Zastavna (în germană Zastawna). 
După Unirea Bucovinei cu România la 28 noiembrie 1918, satul Prelipcea a făcut parte din componența României, în Plasa Nistrului a județului Cernăuți. Pe atunci, majoritatea populației era formată din ucraineni, existând și o comunitate de români. 
Ca urmare a Pactului Ribbentrop-Molotov (1939), Bucovina de Nord a fost anexată de către URSS la 28 iunie 1940, reintrând în componența României în perioada 1941-1944. Apoi, Bucovina de Nord a fost reocupată de către URSS în anul 1944 și integrată în componența RSS Ucrainene. 
Începând din anul 1991, satul Prelipcea face parte din raionul Zastavna al regiunii Cernăuți din cadrul Ucrainei independente. Conform recensământului din 1989, numărul locuitorilor care s-au declarat români plus moldoveni era de 1 (0+1), reprezentând 0,11% din populație . În prezent, satul are 744 locuitori, preponderent ucraineni.

## Demografie
Componența lingvistică a localității Prelipcea
     Ucraineană (99,6%)
     Alte limbi (0,4%)
Conform recensământului din 2001, majoritatea populației localității Prelipcea era vorbitoare de ucraineană (99,6%), existând în minoritate și vorbitori de alte limbi.
1930: 1.182 (recensământ) 
1989: 888 (recensământ)
2007: 744 (estimare)

### Recensământul din 1930
Componența etnică a comunei Prelipcea (județul Cernăuți)
     Români (4,99%)
     Ruteni (90,44%)
     Evrei (1,52%)
     Polonezi (2,62%)
     Altă etnie (0,43%)
Componența confesională a comunei Prelipcea
     Ortodocși (93,57%)
     Romano-catolici (3,55%)
     Mozaici (1,52%)
     Greco-catolici (1,27%)
     Fără religie (0,09%)
Conform recensământului efectuat în 1930, populația comunei Prelipcea se ridica la 1.182 locuitori. Majoritatea locuitorilor erau ruteni (90,44%), cu o minoritate de români (4,99%), una de evrei (1,52%) și una de polonezi (2,62%). Alte persoane s-au declarat: germani (4 persoane) și cehi\slovaci (1 persoană). Din punct de vedere confesional, majoritatea locuitorilor erau ortodocși (93,57%), dar existau și mozaici (1,52%), romano-catolici (3,55%), greco-catolici (1,27%) și fără religie (0,09%).